# 589

## Nașteri
- Li Jiancheng, prinț al dinastiei Tang (d. 626)

## Decese
- dată necunoscută: Sfântul David  (n. 512)